# Kentoverse
Kentoverse — одиннадцатый студийный альбом Кенто Масуды, выпущенный 21 декабря 2021 года посредством собственного лейбла Kent On Music, Inc. Альбом состоит из пяти треков и был спродюсирован самим Кенто Масудой в сотрудничестве с Гэри Вэнди .
Треки, представленные в Kentoverse, изначально были записаны в студии Кенто Масуды в Токио (Япония), а затем разработаны и сведены сопродюсером Гэри Ванди в Майами (США).
Kentoverse — это музыкальный проект, в котором Масуда черпал вдохновение из опыта пандемии. Он выходит за рамки традиционных жанровых классификаций, плавно смешивая элементы классической, эмбиентной и современной музыки. Одним из примечательных аспектов альбома Kentoverse является включение заказанных композиций, вдохновленных различными темами. Сюда входит композиция по заказу на масонскую тему Великого Архитектора Вселенной, а также царский марш, созданный для Дома Рюриковичей.
Помимо других сотрудничеств и музыкальных выступлений, Кенто Масуда вступил в партнерство с Европейским фондом поддержки культуры в Европе. В рамках этого сотрудничества он даст серию живых выступлений с композициями из своего последнего альбома Kentoverse.

## Список композиций
| №                   | Название                               | Длительность |
| ------------------- | -------------------------------------- | ------------ |
| 1.                  | «Great Architect of the Universe»      | 12:42        |
| 2.                  | «Integrity»                            | 4:54         |
| 3.                  | «Godsend Rondo Verse»                  | 15:22        |
| 4.                  | «Rurikovich March Era of Resurrection» | 5:12         |
| 5.                  | «K11»                                  | 4:53         |
| Общая длительность: | Общая длительность:                    | 42:23        |

## Запись альбома
- Кенто Масуда — композитор, звукорежиссёр, фортепиано, продюсер
- Гэри Вэнди — сведение, мастеринг, продакшн

## Награды и номинации
| Год  | Награда                                | Номинированная работа | Категория                              | Результат |
| ---- | -------------------------------------- | --------------------- | -------------------------------------- | --------- |
| 2017 | Accolade Global Film Competition       | «Godsend Rondo»       | Искусство, культура, перформанс, пьесы | Победа    |
| 2017 | Best Shorts Competition                | «Godsend Rondo»       | Искусство, культура, перформанс, пьесы | Победа    |
| 2017 | Los Angeles Film Awards                | «Godsend Rondo»       | Музыкальный видеоклип                  | Победа    |
| 2017 | Festigious International Film Festival | «Godsend Rondo»       | Музыкальный видеоклип                  | Победа    |
| 2017 | Top Shorts Film Festival               | «Godsend Rondo»       | Музыкальный видеоклип                  | Победа    |
| 2017 | New York Film Awards                   | «Godsend Rondo»       | Музыкальный видеоклип                  | Победа    |
| 2017 | Actors Awards Los Angeles              | «Godsend Rondo»       | Музыкальный видеоклип                  | Победа    |